# NGC 1767
NGC 1767 (другое обозначение — ESO 56-SC31) — рассеянное скопление с эмиссионной туманностью в созвездии Золотой Рыбы, расположенное в Большом Магеллановом Облаке.
Этот объект входит в число перечисленных в оригинальной редакции «Нового общего каталога».
Является членом системы из трёх звёздных скоплений. Расположено в OB-ассоциации LH 8. Возраст скопления составляет около 10 миллионов лет.